# Leucosiinae
Leucosiinae zijn een onderfamilie uit de infraorde krabben (Brachyura).

## Geslachten
- Coleusia Galil, 2006
- Euclosia Galil, 2003
- Euclosiana Galil & Ng, 2010
- Leucosia Weber, 1795
- Seulocia Galil, 2005
- Soceulia Galil, 2006
- Urnalana Galil, 2005